# سیارک ۱۲۲۸۱
سیارک ۱۲۲۸۱ (به انگلیسی: 12281 Chaumont، نامگذاری:1990WA5) دوازده هزار و دویست و هشتاد و یکمین سیارک کشف شده‌است که در ۱۶ نوامبر ۱۹۹۰ کشف شد.
قدر مطلق سیارک برابر ۳۲.۳ است.